# № 7 (галиот, 1797)
№ 7 — галиот Каспийской флотилии Российской империи, находившийся в составе флота с 1797 по 1806 год, участник русско-персидской войны 1804—1813 годов.

## Описание галиота
Парусный галиот с деревянным корпусом, один из 12 галиотов типа «Номерной», строившихся на Казанской верфи в 1796—1797 годах.

## История службы
Галиот № 7 был заложен на стапеле Казанского адмиралтейства в 1796 году и после спуска на воду в 1797 году вошёл в состав Каспийской флотилии России.
С 1798 по 1802 год использовался для грузовых перевозок между портами Каспийского моря. Принимал участие в русско-персидской войне 1804—1813 годов. В кампанию 1803 года использовался для доставки продовольствия и припасов русским войскам, ходил в персидские порты с различными поручениями. В кампанию следующего 1804 года с января по июль занимал пост у Баку. В 1805 году вновь совершал плавания к персидским берегам, после чего находился в составе эскадры под командованием капитана 1-го ранга Е. В. Веселаго принимал участие в высадке десантов: 23 июня (5 июля) у в Энзели и 22 августа (3 сентября) у Баку.
С 12 (24) сентября 1806 года по просьбе талышского хана Мир Мустафы-хана галиот № 7 находился у крепости Ленкорань для её защиты от нападения персидского флота с моря. В течение трёх дней выдерживал сильный шторм, во время которого из-за ослабления креплений в корпусе судна открылась сильная течь и оно начало тонуть. Командир галиота лейтенант Л. И. Барштет приказал рубить якорные канаты и брать курс к берегу, в результате чего галиот удалось выбросить на берег и спасти его экипаж в полном составе. Сам галиот спасти не удалось и он позже был полностью разбит.

## Командиры галиота
Командирами галиота № 7 в составе Российского императорского флота в разное время служили:
- лейтенант А. М. Сипягин (1803—1804 годы)[6];
- лейтенант Л. И. Барштет (1805—1806 годы)[3].

### Комментарии
1. ↑  Всего в рамках серии было построено 12 галиотов с номерами от 1 до 12[1].
2. ↑  У А. П. Соколова — Бирштет[4].